# Wildlife Conservation Society

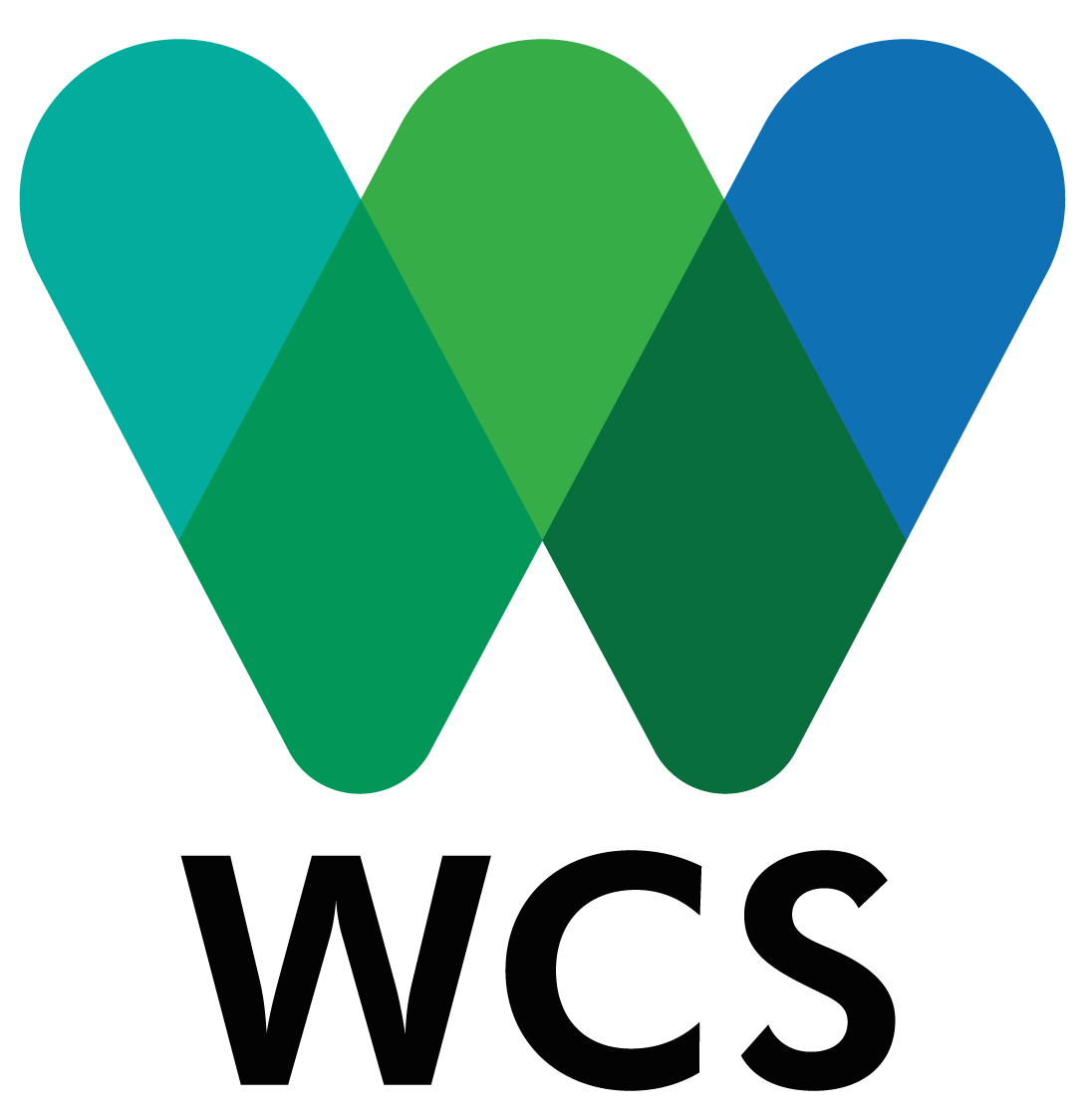

De Wildlife Conservation Society (WCS) werd in 1895 opgericht en heette toen de New York Zoological Society. De vereniging bevordert de bescherming van meer dan 5,18 miljoen vierkante kilometer natuurgebieden op aarde. De organisatie is gevestigd in de Bronx Zoo en steunt ongeveer 500 natuurbeschermingsprojecten in 65 landen en heeft een staf van 200 academisch gekwalificeerde wetenschappers. In de Verenigde Staten beheert de WCS vier wildreservaten in de stad New York, naast het beheer van de Bronx Zoo, de Central Park Zoo, het New York Aquarium, de Prospect Park Zoo en Queens Zoo. Deze parken samen ontvangen vier miljoen bezoekers per jaar. Alle parken zijn aangelsoten (geaccrediteerd) bij de internationale Association of Zoos and Aquariums (AZA).